# Bomberman (videojuego de 2005)
Bomberman (ボンバーマン, Bonbāman) es un videojuego de 2005 desarrollado por Racjin para la Nintendo DS. Fue lanzado por Hudson Soft en Japón el 19 de mayo de 2005, y distribuido internacionalmente por Ubisoft. El juego es notable por su estilo de arte chibi, visto previamente en la serie Bomberman Land.
Siendo parte de la franquicia Bomberman, es la primera entrega lanzada en esta plataforma. Una secuela, Bomberman 2, fue lanzada en 2008.

## Jugabilidad
El modo de un jugador cuenta con 10 niveles de 10 escenarios cada uno, un escenario extra después del quinto, y una pelea de jefe en el décimo.
Una nueva mecánica es la pantalla de ítems. Todos los ítems recolectados son añadidos a un inventario. Por medio de la pantalla táctil, los ítems pueden ser utilizados para potenciar a Bomberman; así, en caso de su muerte, el jugador puede usar los ítems de reserva para volver a empezar a toda potencia.
El modo multijugador aprovecha la pantalla táctil para expandir el área de juego con el uso de túneles para conectar ambas pantallas. Algunas arenas utilizan el micrófono para ciertas acciones como detonar bombas remotas y usar el escudo.[cita requerida] La configuración de Bomba Vengativa eleva al multijugador a un nuevo nivel, permitiéndole al jugador lanzar bombas tras haber sido eliminado de la partida, utilizando la pantalla táctil. Si el modo Supervenganza se encuentra activado y un jugador eliminado logra eliminar a otro con una bomba Venganza, el primero reaparecerá donde se encontraba el segundo.
Bomberman es uno de los tantos juegos de Nintendo DS que permite participar a un jugador sin una copia del juego. Los jugadores pueden descargar temporalmente una copia entera del juego multijugador de alguien que tenga el juego.

## Recepción
El juego ha recibido reseñas «favorables» de acuerdo al sitio web de agregación de reseñas Metacritic. En Japón, sin embargo, Famitsu le dio un puntaje de 26 de 40.